# HSC Express
HSC Super Express är en passagerarfärja, 91 meter lång katamaran byggd 1998 av International Catamarans som sedan 2019 ägs färjan av Golden Star Ferries SC och går på trafik i Grekland.

## Historia
Sjösattes 1998 som Catalonia och vann samma år Hales Trophy (Atlantens blå band). 2015 köptes färjan av Nordic HSC och sommaren 2016 gick den i trafik för Gotlandsbåten mellan det svenska fastlandet och Gotland på linjerna Nynäshamn-Visby och Västervik-Visby. Sommarhalvåret 2017 var den utchartrad till Viking Line på rutten Helsingfors–Tallinn med artistnamnet Viking FSTR..